# Râul Șopteriu
Râul Șopteriu sau Râul Valea Mare este un afluent al râului Lechința. 

## Hărți
- Harta județului Bistrița-Năsăud